# Battaglia di Lonato
La battaglia di Lonato fu combattuta il 3 e il 4 agosto 1796 tra l'esercito francese del generale Napoleone Bonaparte e una colonna austriaca guidata dal feldmaresciallo Peter Vitus von Quosdanovich.

## Contesto storico
Dopo aver conquistato la città di Milano ed ottenuto un formale accordo di pace con i piemontesi, Napoleone oltrepassò il Mincio e mise in fuga le truppe austriache del generale Beaulieu. L'unica forza ostile rimasta era la guarnigione di Mantova.

## Antefatti
In attesa del ritorno degli austriaci, Napoleone riuscì ad ottenere alcuni importanti successi diplomatici: scendendo momentaneamente nell'Italia centrale, passando attraverso il Ducato di Modena, lo Stato pontificioe il Granducato di Toscana, si era assicurato la loro neutralità ed un cospicuo supporto economico. Aveva inoltre ottenuto un armistizio con il Regno di Napoli, precedentemente intervenuto in supporto di austriaci e piemontesi.
Nello stesso periodo, era venuto a conoscenza della riorganizzazione dell'esercito austriaco: Beaulieu aveva lasciato il proprio posto al maresciallo Dagobert von Wurmser, un anziano ufficiale di cavalleria che aveva servito nella guerra dei Sette anni. Il suo esercito, che si stava raccogliendo a Trento, contava circa 49 000 uomini, superiore in numero ai 44 000 francesi presenti in Italia al momento.

### L'arrivo di Wurmser
Il 29 luglio, dopo due mesi dalla ritirata di Beaulieu, gli austriaci attaccarono nuovamente le forze francesi, presentandosi di fronte alla guarnigione di Massena, stanziata a Rivoli, a guardia della valle dell'Adige. Il piano di Wurmser era di attaccare su due fronti distinti, approfittando della propria superiorità numerica, per costringere i francesi a levare l'assedio a Mantova: una colonna di circa 18 000 uomini, al comando del generale Quosdanovich, sarebbe scesa sul lato sinistro del lago di Garda e avrebbe minacciato le linee di comunicazione francesi mentre gli altri 30 000 uomini sarebbero scesi sul lato destro del lago al comando dello stesso Wurmser per attaccare i reparti francesi di stanza a Mantova.
Dopo aver costretto Massena alla fuga, gli austriaci avanzarono dalle Alpi per prendere le città di Gavardo e Salò sul lato ovest del lago di Garda. Sfruttando il successo, avanzarono sino a Brescia, catturando un ospedale francese con oltre 2 000 feriti. I veloci progressi austriaci costrinsero Napoleone ad ordinare al generale Sérurier di abbandonare l'assedio di Mantova il 30 luglio e di portare i suoi uomini a nord.

## Prima della battaglia

### La strategia di Napoleone
Napoleone, con la caratteristica energia e spirito di iniziativa che lo accompagnavano, notò che era possibile affrontare le colonne austriache separatamente ed affrontarle senza che una potesse intervenire in supporto dell'altra. Infatti, le due forze erano separate dal lago e a sud vi erano proprio le forze francesi a dividerle: mantenendo l'esercito unito, Napoleone avrebbe avuto una schiacciante superiorità numerica su entrambe le colonne.
Napoleone decise di attaccare prima Quosdanovich per due motivi: il suo esercito era più piccolo e liberarsi della sua presenza avrebbe preservato le linee di comunicazione con la Francia.

### Movimenti dei due eserciti

#### 31 luglio
Due brigate austriache ad ovest del Mincio si postarono, seguendo il fiume Chiese, da Brescia a Montechiaro. Una terza si mosse da San Marco in direzione di Lonato. Nel paesino, gli austriaci affrontarono e scacciarono la divisione di Despinois, salvo essere a loro volta scacciati dalle truppe di Massena, nello specifico, le brigate di Rampon e Dellemagne, ed essere costrette a ritornare su propri passi.  Infine, la quarta brigata di Quosdanovich rimase saldamente a Salò.
Proprio a Salò, con una marcia notturna, Sauret riuscì ad entrare in città e a liberare un piccolo gruppo di francesi, circa 400 uomini, che, rimasto isolato, si era trincerato all'interno del Palazzo Martinengo, resistendo alla cattura da parte degli austriaci. Sauret aveva il compito di marciare sino a Brescia e riprendere la città, assistito da Despinois. Ovviamente, questi non poté arrivare, essendo stato costretto ad affrontare gli austriaci a Lonato. Ne conseguì che, non potendo mantenere la posizione, le truppe si ritirarono a Desenzano.
Il resto dell'esercito francese era impegnato a coprire Sèrurier, che stava abbandonando Mantova in favore di Marcaria.

#### 1 agosto
Quosdanovich, presa nota nelle sconfitte a Salò e Lonato, comprese di avere a che fare con l'intero esercito francese. Non avendo notizie di rinforzi in arrivo da Wurmser, decise quindi di non aspettare l'arrivo di Augereau, diretto a Montechiaro, e di ritirarsi a Gavardo.
Lo stesso giorno, Napoleone attraversò il Mincio nella notte con le colonne di Augereau e Kilmaine, puntando a raggiungere Brescia e liberarla dagli austriaci. Le truppe di Sauret e di Despinois li raggiunsero sul fiume Chiese. La città fu raggiunta poco dopo che gli austriaci l'avevano abbandonata.
Passando da Castiglione, Augereau decise di lasciarvi una brigata, in modo da coprire l'esercito da un eventuale attacco di Wurmser.

#### 2 agosto
Quosdanovich si ritirò intorno a Gavardo il 2 agosto, ordinando un attacco da parte di numerose colonne per il giorno successivo con lo scopo di riprendere Salò, cosa fatta in giornata. Wurmser iniziò a muoversi verso la posizione di Quosadnovich, mandando alcuni ricognitori a cercarlo.
Massena rimase fermo nei pressi di Lonato, venendo raggiunto dalle truppe di Sauret, che il giorno prima erano in marcia verso Brescia. Augereau e Kilmaine rimasero fermi a Montechiaro. Notizie preoccupanti giunsero da Peschiera e Castiglione: le forze francesi erano state attaccate e costrette alla fuga. Mentre le forze di Pigeon a Peschiera riuscirono a ritirarsi ordinatamente, quelle a Castiglione di Vallette fallirono nel mantenere la disciplina e contagiarono gli altri reparti con il loro panico.
Il generale corso comprese che Wurmser si stava muovendo in direzione del suo sottoposto. Occorreva una vittoria decisiva che costringesse Quosadnovich alla ritirata. Napoleone diede le seguenti disposizioni: Despinois e Dallemagne avrebbero dovuto usare le loro due brigate per riprendere Gavardo, centro operativo di Quosdanovih; Sauret avrebbe dovuto marciare nuovamente su Salò e catturarla ed infine Augereau e Kilmaine avrebbero dovuto avanzare verso Castiglione e trattenere Wurmser, nel caso si fosse rivelato necessario.

## La battaglia

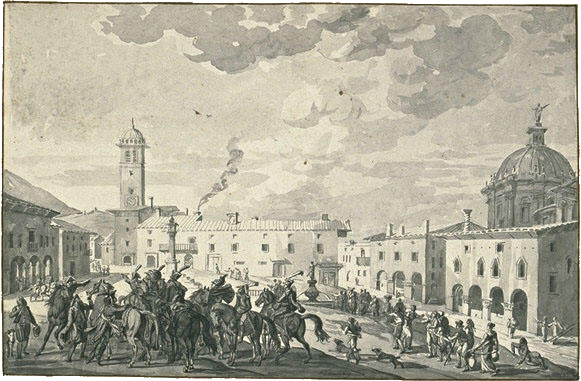
Napoleone a Lonato

### 3 agosto
Quosdanovich inviò una propria avanguardia, guidata dal generale Ocskay, a prendere possesso della cittadina di Lonato, già contesa dai due eserciti nei giorni precedenti. Gli austriaci piombarono sulla retroguardia di Massena. L'impatto fu devastante e Lonato cadde in breve tempo. Dovendo impedire che le due forze austriache venissero a contatto, Massena inviò dei rinforzi, al comando di Pigeon, per riprendere Lonato: questi vennero sopraffatti dagli austriaci e lo stesso Pigeon venne catturato. Venendo a sapere della situazione critica a Lonato, Napoleone e Massena intervengono personalmente: inviano un contingente numeroso a respingere il centro austriaco che, convinto di riuscire ad avere la meglio anche stavolta, tenta di circondarli e catturarli. Allungandosi per tentare ci circondare i francesi, la formazione austriaca perse di forza al centro e Massena approfittò della cosa: raccolse quanti più soldati di fanteria leggera ancora disponibili e fermò le ali dello schieramento austriaco. Non riuscendo più a sopportare il peso del centro francese, la formazione austriaca si spezzò e fu quasi annientata, venendo costretta a ritirarsi in direzione del lago. Non fosse stato per la presenza del principe Reuss in zona, questo gruppo di austriaci sarebbe stato catturato. Poco più a nord, Sauret e Guyeux riuscirono a riprendere Salò, di fatto isolando numerose forze austriache.

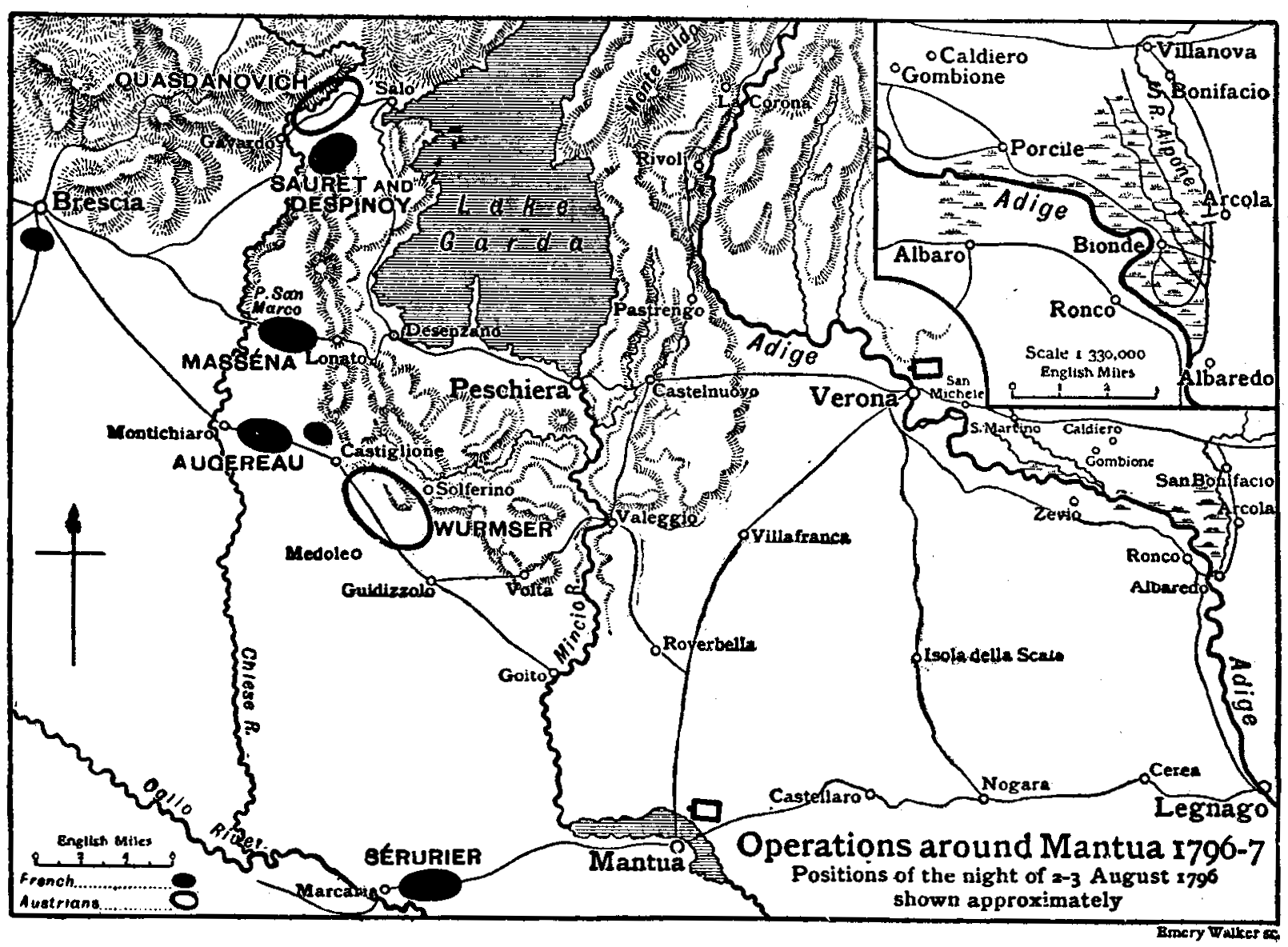
Posizione dei due eserciti durante battaglia di Lonato

A Castiglione il generale Augereau si scontrò contro un'avanguardia austriaca comandata dal generale Lipthay. Nel corso della giornata, le forze di Wurmser continuarono a giungere sul campo di battaglia, fino a che la divisione di Augereau si vide di fronte l'intera colonna del maresciallo austriaco. Nonostante l'immensa pressione, le forze di Augereau riuscirono a reggere. Napoleone ricompensò il generale 10 anni dopo con il titolo "Duca di Castiglione", ricordando ai suoi detrattori l'importanza dell'azione di Augereau nel successo della manovra.
Napoleone rimase a Lonato con Massena. Sapendo dell'impresa di Augereau, decise di attaccare le forze di Wurmser il 5 agosto, concedendo ai suoi uomini un giorno per raggrupparsi e riposare quanto possibile. Inoltre, mandò un ordine al generale Fiorella, chiedendo di portare le sue truppe da Marcaria a nord, verso Guidizzolo.

### 4 agosto
Le forze di Qosdnovich erano raggruppate per la maggior parte a Gavardo. Alle 2 del mattino, diede ordine alle sue forze di ritirarsi verso il lago d'Idro. Non avendo ricevuto notizie da Wurmser, aveva deciso di aggirare il lago da nord e riunirsi al maresciallo sulla sponda orientale.
Nel caos, una brigata, rimasta isolata e non potendo affrontare i francesi a Salò, decise di tentare la sorte e dirigersi a sud, nella speranza di incontrare Wurmser. Quella stessa forza casualmente si imbatté nel quartiere generale di Napoleone, al momento quasi sguarnito. Questi, capito di essere di fronte al comandante dell'esercito francese, chiesero al generale di arrendersi. Quest'ultimo, con assoluta fermezza, rinfacciò agli austriaci l'offerta, intimando loro di arrendersi entro 8 minuti o sarebbero stati costretti ad affrontare il suo esercito. La brigata austriaca si arrese.

## Conseguenze
Nelle battaglie il 3 e il 4 agosto gli austriaci persero 23 cannoni e vi furono almeno 5 000 morti, feriti e catturati. Le perdite francesi furono di almeno 2 000 morti. Non conosciamo le perdite francesi a Castiglione.
Ora che le truppe austriache sul lato sinistro del lago erano state sconfitte, Napoleone aveva consolidato le proprie linee di comunicazione con la Francia e protetto il suo esercito da un potenziale accerchiamento. Inoltre, la sconfitta Quosdanovich permetteva a Bonaparte di schierare più di 30 000 uomini contro i 25 000 del generale Wurmser. Il giorno seguente, i due eserciti vennero a confronto a Castiglione.